# Dave Kennedy
David Kennedy (Sligo, 15 januari 1953) is een voormalig Formule 1-coureur uit Ierland. Hij reed in 1980 7 Grands Prix voor het team Shadow Racing Cars, maar scoorde hierin geen punten.